# Hipólito Landeros
Hipólito Landeros är en ort i Mexiko.   Den ligger i kommunen Texistepec och delstaten Veracruz, i den sydöstra delen av landet, 500 km öster om huvudstaden Mexico City. Hipólito Landeros ligger 48 meter över havet och antalet invånare är 597.
Terrängen runt Hipólito Landeros är platt. Runt Hipólito Landeros är det ganska tätbefolkat, med 179 invånare per kvadratkilometer. Närmaste större samhälle är Acayucan, 10,6 km väster om Hipólito Landeros. Omgivningarna runt Hipólito Landeros är en mosaik av jordbruksmark och naturlig växtlighet.